# Saïd Al Sobakhi
Saïd Al Sobakhi (arabe : سعيد السباخي), né à Rafah en Palestine, est un footballeur professionnel palestinien gazaoui évoluant au poste d'attaquant.

## Biographie
Il joue actuellement pour le club palestinien de Wadi Al Nas et peut évoluer en attaque ou comme milieu offensif.
Sa première saison à Wadi Al Nas se solde par 17 buts, où il termine deuxième meilleur buteur du championnat mais gagne le championnat cette année-la.
Il honore sa première sélection avec la Palestine en 2008 et marque son premier but le 31 mars 2008 contre le Kirghizistan.

## But international
| #  | Date         | Lieu              | Adversaire   | Score | Résultat | Compétition                       |
| -- | ------------ | ----------------- | ------------ | ----- | -------- | --------------------------------- |
| 1. | 31 mars 2009 | Kathmandou, Népal | Kirghizistan | 1-1   | 1-1      | Qualification Coupe du monde 2010 |

## Palmarès
- Championnat de Palestine de football (1) : 2009